# سیارک ۸۲۹۸
سیارک ۸۲۹۸ (به انگلیسی: 8298 Loubna، نامگذاری:1993SQ10) هشت هزار و دویست و نود و هشتمین سیارک کشف شده‌است که در ۲۲ سپتامبر ۱۹۹۳ کشف شد.
قدر مطلق سیارک برابر ۱۴٫۷۰ است.